# فيشنو غوبتا
فيشنو غوبتا هو سياسي هندي، ولد في 10 أغسطس 1984 في Etah ‏ في الهند.